# آزمایش دو شکاف
در مکانیک کوانتومی، آزمایش دو شکاف آزمایشی است که نشان می‌دهد ماهیت ذره‌ای و موجی نور و دیگر ذرات کوانتومی از هم جدایی‌ناپذیرند. در این آزمایش یک باریکهٔ همدوس نور را به صفحه‌ای که دو شکاف باریک رویش دارد می‌تابانیم، و نور پس از گذشتن از صفحه روی پرده‌ای که در پشت است می‌افتد. ماهیت موجی نور باعث می‌شود که نورهایی که از دو شکاف می‌گذرند با هم تداخل امواج کنند و یک الگوی تداخلی (نوارهای تاریک و روشن) بسازند؛ ولی اگر روی پرده نور را با آشکارساز بسنجیم، می‌بینیم که نور همیشه به شکل ذره (فوتون) جذب می‌شود.
اگر نور در مسیر خود از چشمه تا پرده تنها ویژگی ذره‌ای خود را نشان می‌داد، تعداد فوتون‌هایی که به هر نقطه از پرده می‌رسیدند، جمع تعداد فوتون‌هایی بود که از شکاف سمت چپ و از شکاف سمت راست آمده‌اند. به زبان دیگر، شدت نور در هر جای پرده حاصل‌جمع شدت وقتی است که شکاف سمت چپ را پوشانده باشیم و وقتی که شکاف سمت راست را پوشانده باشیم؛ ولی آزمایش نشان می‌دهد که اگر هر دو شکاف را باز بگذاریم، شدت نور در بعضی جاها بیشتر و در بعضی جاها کمتر از انتظار ما خواهد بود. این پدیده نمایانگر تداخل سازنده و ویرانگر امواج نور است، و با ماهیت جمع‌شدنی ذرات نور قابل توضیح نیست.
هر طور که آزمایش را تغییر دهیم که بخواهیم ببینیم که نور از کدام شکاف گذشته‌است، طرح تداخلی از بین می‌رود و نتیجهٔ ذره‌ای به دست می‌آید. این پدیده نشان‌دهندهٔ اصل مکملیت است، که می‌گوید نور می‌تواند هم ویژگی ذره‌ای و هم موجی از خود نشان دهد، ولی نمی‌توان همزمان ماهیت ذره‌ای و موجی را در یک پدیده دید.
آزمایش دوشکاف را می‌توان (با ابزار آزمایش متفاوت) با ذرات مادی (مانند الکترون) هم انجام داد. با این ذرات هم نتیجهٔ آزمایش مانند پیش خواهد بود که نشان می‌دهد ذرات مادی هم دوگانگی موج-ذره از خود نشان می‌دهند.
در سال ۲۰۰۲ خوانندگان مجلهٔ فیزیکس‌ورلد، آزمایش دوشکاف با الکترون را به عنوان «زیباترین آزمایش فیزیک» برگزیدند.